# Limnophora thoracica
Limnophora thoracica este o specie de muște din genul Limnophora, familia Muscidae, descrisă de Zielke în anul 1970. Conform Catalogue of Life specia Limnophora thoracica nu are subspecii cunoscute.